# TVP Nauka
TVP Nauka – polska stacja telewizyjna Telewizji Polskiej, która rozpoczęła nadawanie 3 października 2022 roku. Stacja ma charakter edukacyjny.

## Historia
17 września 2021 roku w urzędzie patentowym zarejestrowano logo TVP Nauka. W październiku tego samego roku doszło do uruchomienia serwisu internetowego TVP Nauka. Dyrektorem kanału został Robert Szaj. Stacja emituje audycje edukacyjne i publicystyczne oraz filmy dokumentalne skoncentrowane na historii nauki oraz pozostałych treściach naukowych.
12 sierpnia 2022 roku kanał rozpoczął testowe nadawanie w Internecie, transmitując Noc Perseidów z Obserwatorium Astronomicznego w Truszczynach.

## Oferta programowa
Kanał nadaje głównie programy popularnonaukowe – zarówno archiwalne (takie jak Sonda 2, Jak to działa?), jak i premierowe produkcje własne – m.in. Jedzenie ma znaczenie, nauka na talerzu, Nauka jest wszędzie, Jasne jak słońce, Astronarium, Tajemnice operacji. Ramówkę uzupełniają inne formaty – np. teleturniej Giganci nauki oraz program informacyjny Raport naukowy. Na antenie publikowane są również filmy biograficzne dotyczące ludzi świata nauki oraz filmy Sci-fi.

## Dostępność
Stacja znalazła się w składzie szóstego multipleksu naziemnej telewizji cyfrowej (MUX 6). Ponadto znalazła się w ofercie: sieci kablowych, takich jak m.in. Orange TV, Multimedia Polska, Toya, Promax, Sat Film, Jambox, Play, T-Mobile Magenta TV, Dolsat, Telpol, Młodzieżowa Spółdzielnia Mieszkaniowa w Toruniu, JMDI, Spółdzielnia Słowianin, Poznańska Spółdzielnia Mieszkaniowa Winogrady czy East & West; platform satelitarnych: Polsat Box i Canal+. Jej sygnał udostępniono także w aplikacji TVP GO oraz w serwisie internetowym i aplikacji TVP VOD.